# Pas vu pas pris
Pour les articles homonymes, voir Pas vu, pas pris.
Pour plus de détails, voir Fiche technique et Distribution.
Pas vu pas pris est un documentaire français réalisé en 1998, premier volet de la trilogie de Pierre Carles consacrée aux médias et plus particulièrement au fonctionnement interne de Canal+ et des grands médias nationaux. Le documentaire montre les relations étroites qu'entretiennent les vedettes du journalisme et les hommes politiques, et dénonce la « fausse impertinence de certains journalistes ».
Pas vu pas pris a été diffusé sur la chaîne belge francophone RTBF les 14 et 17 décembre 2000. Il relate l'histoire d'un premier documentaire intitulé Pas vu à la télé, lui-même commandé puis censuré par Canal+. En mars 1998, Charlie Hebdo et Gébé fondent l'association « Pour Voir Pas Vu » pour lever les fonds nécessaires à la projection du film Pas vu pas pris au cinéma. Ils réussissent à récolter 600 000 francs. La première projection a lieu le 18 novembre 1998.

## Histoire du film
Le 6 juin 1994, une conversation privée de 8 minutes entre François Léotard (ministre de la Défense) et Étienne Mougeotte (directeur des programmes de TF1) est enregistrée avant une retransmission en direct d'un journal de télévision. Cette conversation montre clairement leur amicale complicité. La transmission de cette vidéo — jamais diffusée par TF1 — est piratée. Cette vidéo est alors revendue illégalement et Le Canard enchaîné et Entrevue en publient des extraits.
C'est en décembre 1994 que la vidéo tombe dans les mains de Pierre Carles. Un mois plus tard, Canal+ lui commande un reportage sur la relation entre la télé, le pouvoir et la morale. Il accepte et se met au travail en prenant cette vidéo comme point de départ. Il en résulte un montage de 13 minutes intitulé « Pas vu à la télé ». Mais sur décision d'Alain de Greef, ce reportage n'est pas diffusé.
Pas vu pas pris retrace, entre autres, l'histoire de ce reportage et de ses premières diffusions (dans des festivals et à la télévision belge).

## Polémique
Hector Obalk, critique et historien d'art qui a contribué au film notamment dans la réalisation de quelques interviews (Charles Villeneuve et Bernard Benyamin), a attaqué Pierre Carles dans la presse à la sortie du film en disant que ce dernier était malhonnête, qu'il n'avait pas tout montré et l'a accusé de « caresser le gauchiste modéré lecteur des Inrockuptibles dans le sens du poil ».

## Fiche technique
- Réalisateur : Pierre Carles
- produit en 1995 par Phil Marboeuf et Pierre Carles par Listen Productions.
- Producteur en 1998 : Pierre Carles, Fabrice Ferrari, Annie Madeleine Gonzalez, Geneviève Houssay, Phil Marbœuf et Bernard Sasia
- Directeur de la photographie : Stéphane Bion, Pierre Bourgeois, Pierre Carles, Philippe Lespinasse, Eric Maizy et Igor Ochronowicz
- Monteur : Gilles Bour, Fabrice Ferrari, Yves Froment et Bernard Sasia
- Société de production : C-P Productions et Listen Productions
- Société de distribution : Cara M.
- Type : documentaire
- Durée : 90 minutes
- Date de sortie : 18 novembre 1998

## Distribution
- Alain Duhamel : lui-même
- Alain de Greef : lui-même
- Anne Sinclair : elle-même
- Bernard Benyamin : lui-même
- Christian Blachas : lui-même
- Charles Villeneuve : lui-même
- Étienne Mougeotte : lui-même
- François-Henri de Virieu : lui-même
- François Léotard : lui-même
- Guillaume Durand : lui-même
- Jacques Chancel : lui-même
- Karl Zéro : lui-même
- Michel Denisot : lui-même
- Michel Field : lui-même
- Patrick de Carolis : lui-même
- Patrick Poivre d'Arvor : lui-même
- Philippe Dana : lui-même
- Pierre Carles : lui-même

## Diffusion
Malgré l'absence de diffusion télévisuelle, le film est maintenant accessible sur plusieurs plateformes d'hébergement de vidéo.

## Trilogie
- Premier volet : Pas vu pas pris (1998)
- Deuxième volet : Enfin pris ? (2002)
- Troisième volet : Fin de concession (2010)